# しの字嫌い
『しの字嫌い』（しのじぎらい）は古典落語の演目。『しの字ぎらい』とも表記される。また、上方落語では『しの字丁稚』（しのじでっち）の演題も使用される。『かつぎや』（上方では『正月丁稚』）の前半部分が独立したものともされる。
「し」という字が「死」につながるからという理由から、隠居と権助（上方では番頭または旦那と丁稚）の間で「し」の字を言わない（もし言ったら相手に何らかの報償を与える）という賭けをする内容。
この忌み言葉は、『沙石集』にも見える古いものである。民話としても「しの字嫌い」で『日本昔話大成』に収録されている。落語につながる小咄･軽口では、寛永5年（1628年）の『醒睡笑』第8巻「頓作」第39話に豊臣秀吉と曽呂利新左衛門のエピソードとして記載があるのをはじめ、元禄4年（1691年）の『みだれがみ」下巻の「四百四十四文が酒を買ふ事」では「四」を嫌う酒店の店主と妻の会話、明和5年（1768年）の『絵本軽口福笑ひ』収録の無題の話（四の字を嫌う旦那と丁稚のやりとり）などに見える。前田勇・東大落語会・宇井無愁は、天明6年（1786年）の江戸小咄本『十千（とち）万両』収録の「銭くらべ」を原話とする。

## あらすじ
※以下の内容は江戸落語版に基づく。
下男の権助は働き者で忠義に厚いが、主人が「火を煙草盆に入れろ」と言えば「火をそのまま煙草盆に入れたら焦げちまう。『煙草盆の中の火入れの中の灰の上へ火を入れる』と言うのが道理だべ」と言い返すなど、屁理屈をこねる癖がある。主人はこらしめてやろうと、「『死ぬ』『しくじる』など、『し』のつく言葉は縁起が悪いから、『し』の字を言うのを一切禁止にする。もしお前が先に言ったら1年間無給、わたしが先に言ったら小遣いをあげよう」と提案した。
主人は早速権助に、飯が炊けたかを質問する。「おまんま、炊いて『し』めえやした」と言わせようという算段だ。「おまんまは、炊いて、……炊き終わっとります」「水は汲んでおいたかな?」「水なら、とっくに汲んで……『汲んでおわった』」
主人は再び策を巡らせ、権助が普段「お『し』りが大きい」と悪口を言っている、分家の嫁のことについて質問し、さらに四貫四百四十四文（しかんしひゃくしじゅうしもん）の銭を勘定させることを思いついた。そのとき「あ『し』の、『し』びれが切れました」と言わせるよう、権助を正座させることも決めて、あらためて部屋に権助を呼んだ。
「この前、分家のおかみさんの悪口を言っていたな。あれ、なんと言っていたんだ?」「あれは、お、おケツが大きい、と」
「そうだ権助。銭箱に、銭がだいぶ溜まってきたんだ。勘定をやってくれないか?」「ようがす。ん? これは……」「さぁ権助、早く数えて」「へぇ、ウムム……あ、『あんよ』の、ウーン、『よびれ』が切れた」
権助は少し考え、ひとつうなずくと、
「ちょっとそろばんを持ってくだされ。まず二貫、次に二貫。今度は二百で、また二百。お次は二十で、また二十。最後は二と二で……合わせてなんぼだべ?」「お前さんが言うんだ」「へぇ……よ貫よ百よ十よ文。それで悪けりゃ三貫一貫（さんがんいっかん）、三百百（さんびゃくひゃく）、三十十文（さんじゅうじゅうもん）、三文一文（さんもんいちもん）」
主人は思わず、「うーん、『し』ぶとい」

## バリエーション
主人が「『し』ぶといやつ・・・『し』まった！」と二回言ってしまう落ちもある。
上方落語では番頭の「『し』ぶとい奴や」のあとに、丁稚が「この銭こっちのもんや」と返す落ちである。